# 酒門村
酒門村（さかどむら）は、茨城県東茨城郡にかつて存在した村である。

## 地理
- 現在の水戸市の南部に位置する。
- 現在の茨城町の北部に位置する。
- 村域はほとんど台地になっている。

## 歴史

### 村域の変遷
- 1889年（明治2年)4月1日 - 町村制施行により、酒門村・谷田村・石川村・若宮村が合併し東茨城郡酒門村が発足。
- 1955年（昭和30年）4月1日 - 市町村合併により消滅。
  - 若宮は石崎村に編入。
  - その他の地域は渡里村・吉田村・上大野村・河和田村の一部（赤塚）・那珂郡柳河村とともに水戸市に編入。

変遷表
| 1868年 以前 | 1868年 以前 | 明治22年 4月1日 | 昭和30年 4月1日 | 昭和33年 3月5日 | 現在   |
| ----------- | ----------- | --------------- | --------------- | --------------- | ------ |
|             | 若宮村      | 酒門村          | 石崎村 に編入   | 茨城町 に編入   | 茨城町 |
|             | 酒門村      | 酒門村          | 水戸市 に編入   | 水戸市          | 水戸市 |
|             | 谷田村      | 酒門村          | 水戸市 に編入   | 水戸市          | 水戸市 |
|             | 石川村      | 酒門村          | 水戸市 に編入   | 水戸市          | 水戸市 |

## 大字
- 酒門（さかど）[1]
- 谷田（やだ）[2]
- 石川（いしかわ）[3]
- 若宮（わかみや）[4]

## 人口・世帯

### 人口
総数 [単位： 人]
| 1891年（明治24年） | 2,014 |
| 1920年（大正 9年） | 2,692 |
| 1935年（昭和10年） | 2,989 |
| 1950年（昭和25年） | 4,304 |

### 世帯
総数 [単位： 世帯]
| 1920年（大正 9年） | 510 |
| 1935年（昭和10年） | 540 |
| 1950年（昭和25年） | 799 |